# 65. ročník udílení Oscarů
65. ročník udílení Oscarů proběhl 29. března 1993 v Dorothy Chandler Pavilion (Los Angeles) a udílel ocenění pro nejlepší filmařské počiny roku 1992. Udílely se ceny ve 23 kategoriích a producentem byl Gil Cates († 2011). Večer moderoval Billy Crystal.

## Nominace a vítězové
Vítězové v dané kategorii jsou uvedeni tučně.
| Nejlepší film | Nejlepší režie |
| --- | --- |
| Nesmiřitelní - Hra na pláč - Pár správných chlapů - Rodinné sídlo - Vůně ženy | Clint Eastwood – Nesmiřitelní - Neil Jordan – Hra na pláč - James Ivory – Rodinné sídlo - Robert Altman – Hráč - Martin Brest – Vůně ženy |
| Nejlepší herec | Nejlepší herečka |
| Al Pacino jako Frank Slade – Vůně ženy - Robert Downey Jr. jako Charlie Chaplin – Chaplin - Clint Eastwood jako William „Will“ Munny – Nesmiřitelní - Stephen Rea jako Fergus – Hra na pláč - Denzel Washington jako Malcolm X – Malcolm X | Emma Thompson jako Margaret Schlegel – Rodinné sídlo - Catherine Deneuve jako Éliane Devries – Indočína - Mary McDonnell jako May-Alice Culhane – Skutečný život v Belle Reve - Michelle Pfeifferová jako Lurene Hallett – Pole lásky - Susan Sarandon jako Michaela Odone – Lék pro Lorenza                          |
| Nejlepší herec ve vedlejší roli | Nejlepší herečka ve vedlejší roli |
| Gene Hackman jako Bill Daggett – Nesmiřitelní - Jaye Davidson jako Dil – Hra na pláč - Jack Nicholson jako Nathan R. Jessup – Pár správných chlapů - Al Pacino jako Ricky Roma – Konkurenti - David Paymer jako Stan Young – Pan Sobota večer | Marisa Tomei jako Mona Lisa Vito – Můj bratranec Vinny - Judy Davisová jako Sally Wainwright – Manželé a manželky - Joan Plowright jako paní Fisherová – Čarovný duben - Vanessa Redgrave jako Ruth Wilcox – Rodinné sídlo - Miranda Richardson jako Ingrid Fleming – Posedlost                                       |
| Nejlepší původní scénář | Nejlepší adaptovaný scénář |
| Hra na pláč – Neil Jordan - Manželé a manželky – Woody Allen - Lék pro Lorenza – George Miller a Nick Enright - Skutečný život v Belle Reve – John Sayles - Nesmiřitelní – David Webb Peoples | Rodinné sídlo – Ruth Prawer Jhabvala - Čarovný duben – Peter Barnes - Hráč – Michael Tolkin - Teče tudy řeka – Richard Friedenbergbased - Vůně ženy – Bo Goldman |
| Nejlepší cizojazyčný film | Nejlepší dokument |
| Indočína (Francie) – Régis Wargnier - Daens (Belgie) – Stijn Coninx - Schtonk! (Německo) – Helmut Dietl - Close to Eden (Rusko) – Nikita Michalkov - A Place in the World (Uruguay) – Adolfo Aristarain (nominace zrušena: porušena pravidla) | The Panama Deception – Barbara Trent a David Kasper - Changing Our Minds: The Story of Dr. Evelyn Hooker – David Haugland - Fires of Kuwait – Sally Dundas - Liberators: Fighting on Two Fronts in World War II – Bill Miles a Nina Rosenblum - Music for the Movies: Bernard Herrmann – Margaret Smilow a Roma Baran |
| Nejlepší krátký dokument | Nejlepší krátký hraný film |
| Educating Peter – Thomas C. Goodwin a Gerardine Wurzburg - At the Edge of Conquest: The Journey of Chief Wai-Wai – Geoffrey O’Connor - Beyond Imagining: Margaret Anderson and the "Little Review" – Wendy L. Weinberg - The Colours of My Father: A Portrait of Sam Borenstein – Richard Elson a Sally Bochner - When Abortion Was Illegal: Untold Stories – Dorothy Fadiman  | Omnibus – Sam Karmann - Contact – Jonathan Darby a Jana Sue Memel - Cruise Control – Matt Palmieri - The Lady in Waiting – Christian M. Taylor - Swan Song – Kenneth Branagh |
| Nejlepší krátký animovaný film | Nejlepší hudba |
| Mona Lisa Descending a Staircase – Joan C. Gratz - Adam – Peter Lord - Řeči, řeči, řeči... – Michaela Pavlátová - The Sandman – Paul Berry - Screen Play – Barry Purves | Aladin – Alan Menken - Základní instinkt – Jerry Goldsmith - Chaplin – John Barry - Rodinné sídlo – Richard Robbins - Teče tudy řeka – Mark Isham |
| Nejlepší píseň | Nejlepší zvukové efekty |
| "A Whole New World" – Alan Menken a Tim Rice – Aladin - "Friend Like Me“ – Alan Menken a Howard Ashman – Aladin - "I Have Nothing“ – David Foster a Linda Thompson – Osobní strážce - "Run to You“ – Jud Friedman a Allan Rich – Osobní strážce - "Beautiful Maria of My Soul“ – Robert Kraft a Arne Glimcher – Králové mamba                                                  | Drákula – David E. Stone a Tom McCarthy - Aladin – Mark Mangini - Přepadení v Pacifiku – John Leveque a Bruce Stambler |
| Nejlepší zvuk | Nejlepší výprava |
| Poslední Mohykán – Chris Jenkins, Doug Hemphill, Mark Smith a Simon Kaye - Aladin – Terry Porter, Mel Metcalfe, David J. Hudson a Doc Kane - Pár správných chlapů – Kevin O'Connell, Rick Kline a Robert Eber - Přepadení v Pacifiku – Donald O. Mitchell, Frank A. Montaño, Rick Hart a Scott D. Smith - Nesmiřitelní – Les Fresholtz, Vern Poore, Dick Alexander a Rob Young | Rodinné sídlo – Luciana Arrighi a Ian Whittaker - Drákula – Thomas E. Sanders a Garrett Lewis - Chaplin – Stuart Craig a Chris A. Butler - Hračky – Ferdinando Scarfiotti a Linda DeScenna - Nesmiřitelní – Henry Bumstead a Janice Blackie-Goodine                                                                   |
| Nejlepší kamera | Nejlepší střih |
| Teče tudy řeka – Philippe Rousselot - Hoffa – Stephen H. Burum - Rodinné sídlo – Tony Pierce-Roberts - Milenec – Robert Fraisse - Nesmiřitelní – Jack N. Green | Nesmiřitelní – Joel Cox - Základní instinkt – Frank J. Urioste - Hra na pláč – Kant Pan - Pár správných chlapů – Robert Leighton - Hráč – Geraldine Peroni |
| Nejlepší masky | Nejlepší kostýmy |
| Drákula – Greg Cannom, Michèle Burke a Matthew W. Mungle - Batman se vrací – Ve Neill, Ronnie Specter a Stan Winston - Hoffa – Ve Neill, Greg Cannom a John Blake | Drákula – Eiko Ishioka - Čarovný duben – Sheena Napier - Rodinné sídlo – Jenny Beavan a John Bright - Malcolm X – Ruth E. Carter - Hračky – Albert Wolsky |
| Nejlepší vizuální efekty | |
| Smrt jí sluší – Ken Ralston, Doug Chiang, Douglas Smythe a Tom Woodruff Jr. - Vetřelec 3 – Richard Edlund, Alec Gillis, Tom Woodruff Jr. a George Gibbs - Batman se vrací – Michael L. Fink, Craig Barron, John Bruno a Dennis Skotak | |